# Aspila dipsacea
Aspila dipsacea är en fjärilsart som beskrevs av Carl von Linné 1766. Aspila dipsacea ingår i släktet Aspila och familjen nattflyn. Inga underarter finns listade i Catalogue of Life.